# Richard-Wagner-Straße 76 (Mönchengladbach)

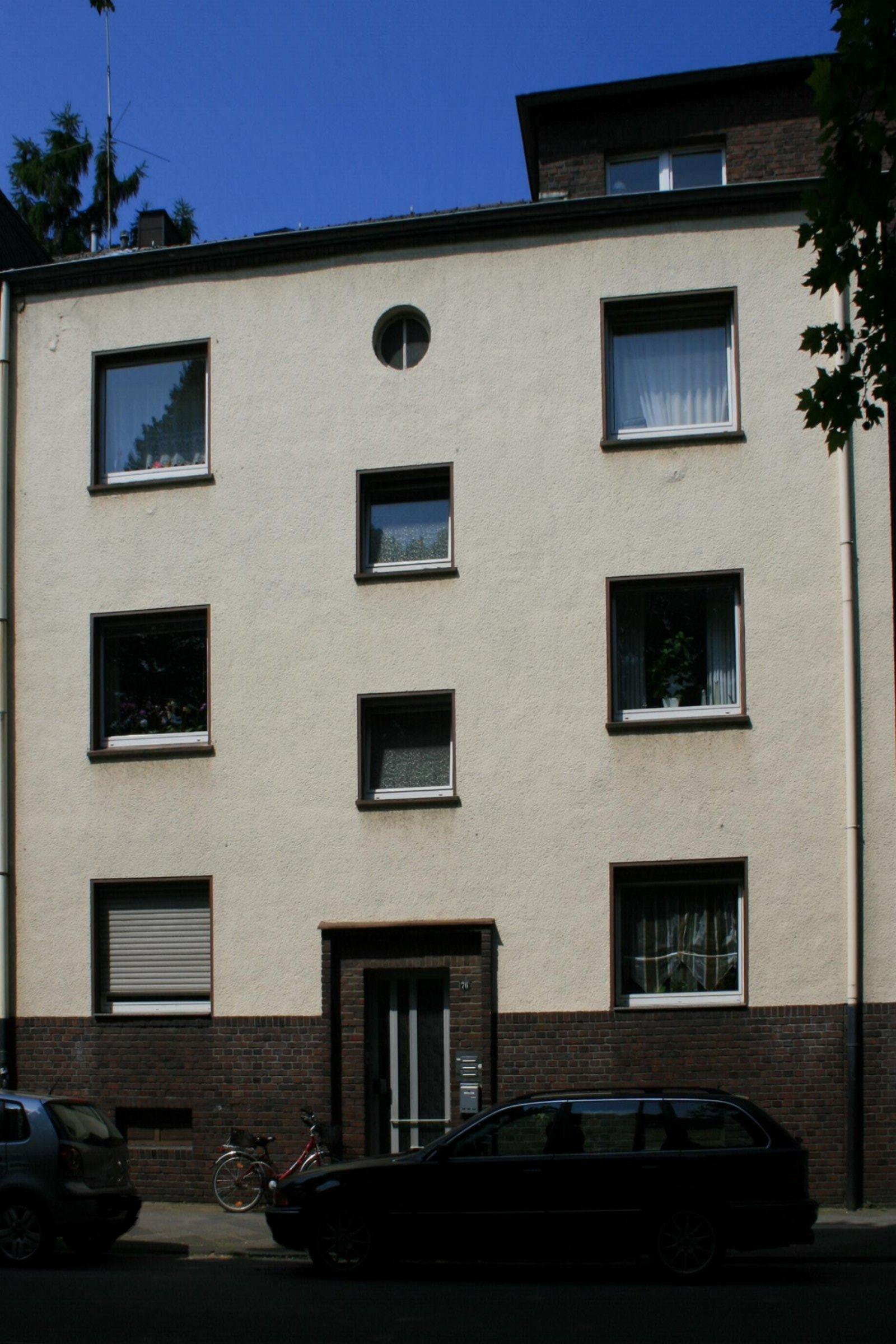
Wohnhaus (2010)

Das Wohnhaus Richard-Wagner-Straße 76 steht in Mönchengladbach (Nordrhein-Westfalen) im Stadtteil Dahl.
Das Gebäude wurde 1933 erbaut. Es wurde unter Nr. R 080 am 7. August 1990 in die Denkmalliste der Stadt Mönchengladbach eingetragen.

## Architektur
Neben großbürgerlichen Bauten entstanden in den 1930er Jahren – infolge des großen Wohnbedarfs – auch Mietwohnhäuser, zu denen das Objekt Nr. 76 gehört. Bei dem Objekt handelt es sich um ein dreigeschossiges Mietwohnhaus mit markanter Ecklösung unter einem Satteldach. Zu diesem Baukomplex gehören auch die Häuser Bromberger Straße 14 und 16 und Richard-Wagner-Straße 78. Die Gebäude Bromberger Str. 6, 8, 10, 12 komplettieren die Wohnanlage.